# Вольпертсвенде
Вольпертсвенде (нім. Wolpertswende) — громада в Німеччині, знаходиться в землі Баден-Вюртемберг. Підпорядковується адміністративному округу Тюбінген. Входить до складу району Равенсбург.
Площа — 26,35 км2. Населення становить 4168 ос. (станом на 31 грудня 2020).